# Asclepias schlechteri
Asclepias schlechteri är en oleanderväxtart som först beskrevs av Julius Heinrich Karl Schumann, och fick sitt nu gällande namn av Nicholas Edward Brown. Asclepias schlechteri ingår i släktet sidenörter, och familjen oleanderväxter. Inga underarter finns listade i Catalogue of Life.